# Snake case
snake_case és una convenció tipogràfica informàtica que consisteix a escriure conjunts de paraules, generalment en minúscules, separades per guionets baixos. Aquesta convenció s'oposa a d'altres com la CamelCase, que consisteix a posar en majúscules les primeres lletres de cada paraula sense cap separador entre elles.
Aquesta convenció s'aconsella en certs llenguatges de programació. Per exemple:
- En Python, per als noms de variables, de funcions i de mètodes (PEP 8).[1]
- En Ruby, per als noms de mètodes i de variables.[2]

## Variants
Una variant de l'snake_case consisteix a escriure el conjunt de paraules separant-les igualment per guionets baixos, però en aquest cas tot utilitzant majúscules. Aquest cas es coneix com a SCREAMING_SNAKE_CASE, fent referència a l'ús de les majúscules per a senyalar que es crida en les comunicacions informàtiques. S'utilitza sobretot per a escriure constants, p. ex., en Ruby i en Python.